# Дырпа
Дырпа — деревня в Кезском районе Удмуртской республики.

## География
Находится в северо-восточной части Удмуртии на расстоянии приблизительно 23 км на северо-запад по прямой от районного центра посёлка Кез.

## История
Известна с 1678 года как деревня Худоровская с 4 дворами. В 1710 здесь (уже Дирповская) 5 дворов, в 1727 (Дырпинская) −12, в 1873 (Дыртинская) −29, в 1905 (Дырпинская) — 45, в 1924 — 49. Настоящее название с 1932 года. До 2021 года входила в состав Большеолыпского сельского поселения.

## Население
Постоянное население составляло 15 человек (1710 год), 228 (1764), 431 (1873), 390 (1905), 377 (1924, все удмурты), 268 человек в 2002 году (удмурты 99 %), 181 в 2012.